# Sumitomo Heavy Industries
Sumitomo Heavy Industries, Ltd. («Сумитомо дзюкогё», яп. 住友重機械工業) — японский производитель промышленного оборудования, оружия (автоматы), кораблей, стальных конструкций, оборудования для защиты окружающей среды, формовочных станков для пластика, лазерных систем, ускорителей частиц, погрузочно-разгрузочных устройств, полупроводники и другой продукции. Входит в кэйрэцу Sumitomo. Одна из восьми судостроительных компаний Японии, выполняющих военные заказы.

## История
Компания была создана в 1888 году для ремонта оборудования, использовавшегося при добыче меди. Почти 50 лет спустя компания была перерегистрирована как Sumitomo Machinery Co. С этого момента компания начала производить оборудование для металлургической и транспортной отраслей. Подобная специализация была выбрана в силу того, что эти две отрасли в те годы испытывали настоящий бум в Японии.
В 1969 году Sumitomo Machinery Co., Ltd. объединилась с Uraga Heavy Industries Co., Ltd. Объединённая компания получила своё современное название: Sumitomo Heavy Industries, Ltd. Как и прежде, основой стратегии компании являлись технические ноу-хау для удовлетворения всё новых потребностей различных отраслей промышленности.
В июне 1971 года была основана верфь Oppama Shipyard в районе Оппама в городе Йокосука. В июне 1997 года судостроительное предприятие переименовано в Yokosuka Works.

## Компания сегодня
В настоящее время производственные мощности компании внутри страны составляют 7 заводов: в Танаси, Тибе, Йокосуке, Нагое, Окаяме, Ниихаме и Сайдзё.

## Верфь в Йокосуке
Верфь Yokosuka Works («Йокосука дзосэн», в 1971—1997 гг. — Oppama Shipyard) в Йокосуке имеет сухой док на 210 000 т (560×80×12,6 м), где могут строиться два судна одновременно, с двумя мостовыми кранами грузоподъемностью по 300 т и достроечными причалами. Здесь выпускаются танкеры, балкеры, эсминцы, а также проводится ремонт кораблей всех типов. Общая площадь судостроительного предприятия 550 тысяч м².

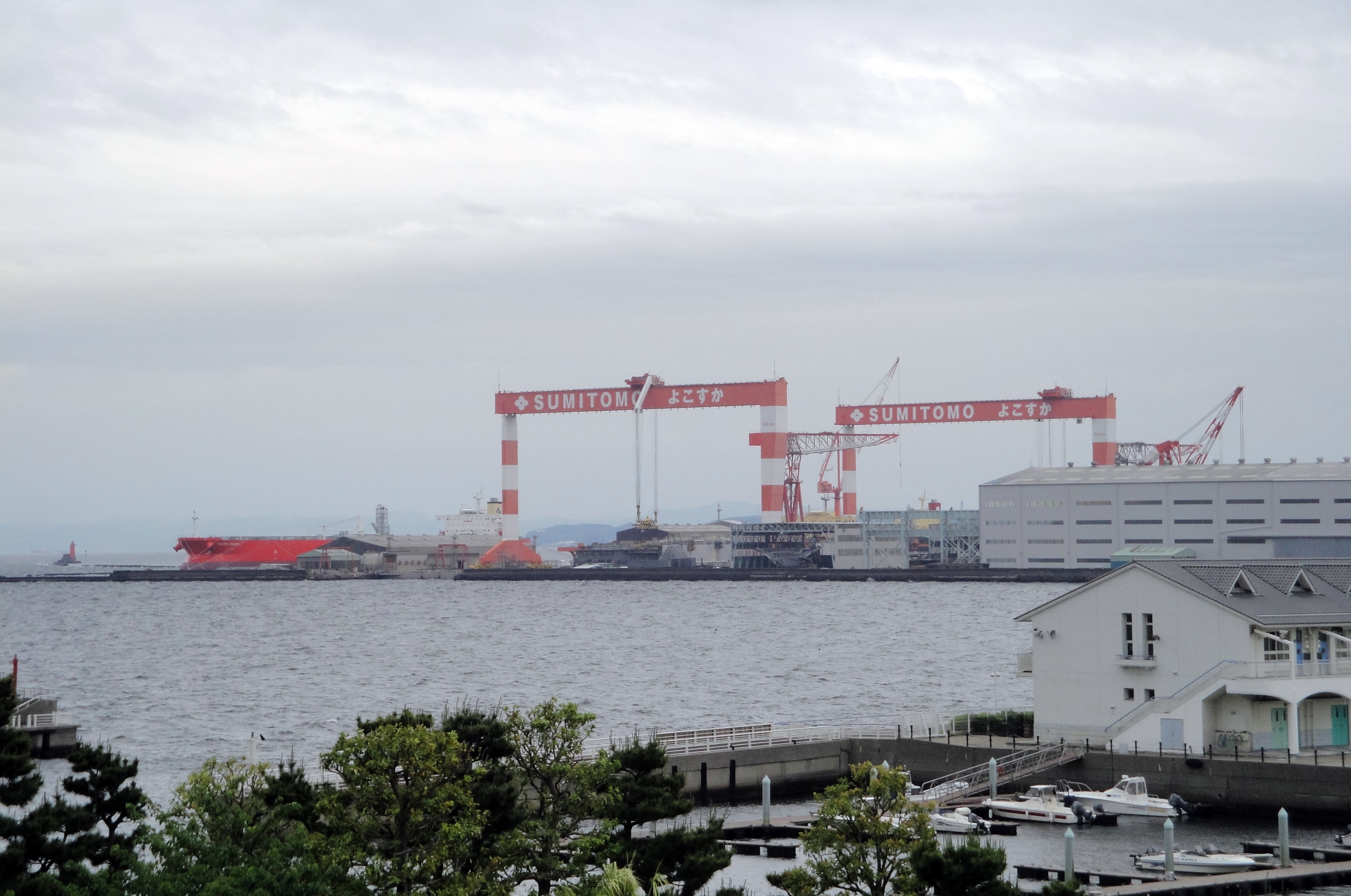
Верфь в Йокосуке
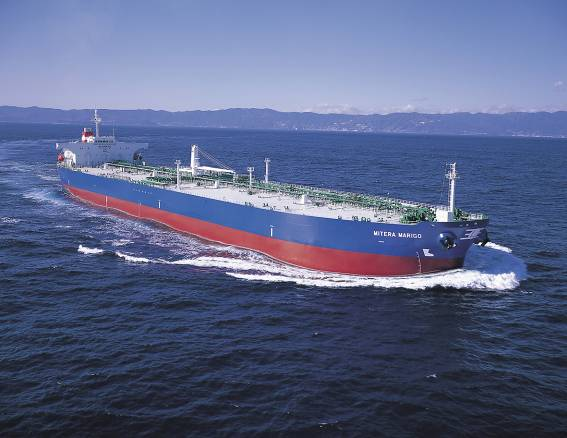
Танкер-афрамакс Mitera Marigo, построенный в 2006 году на верфи в Йокосуке
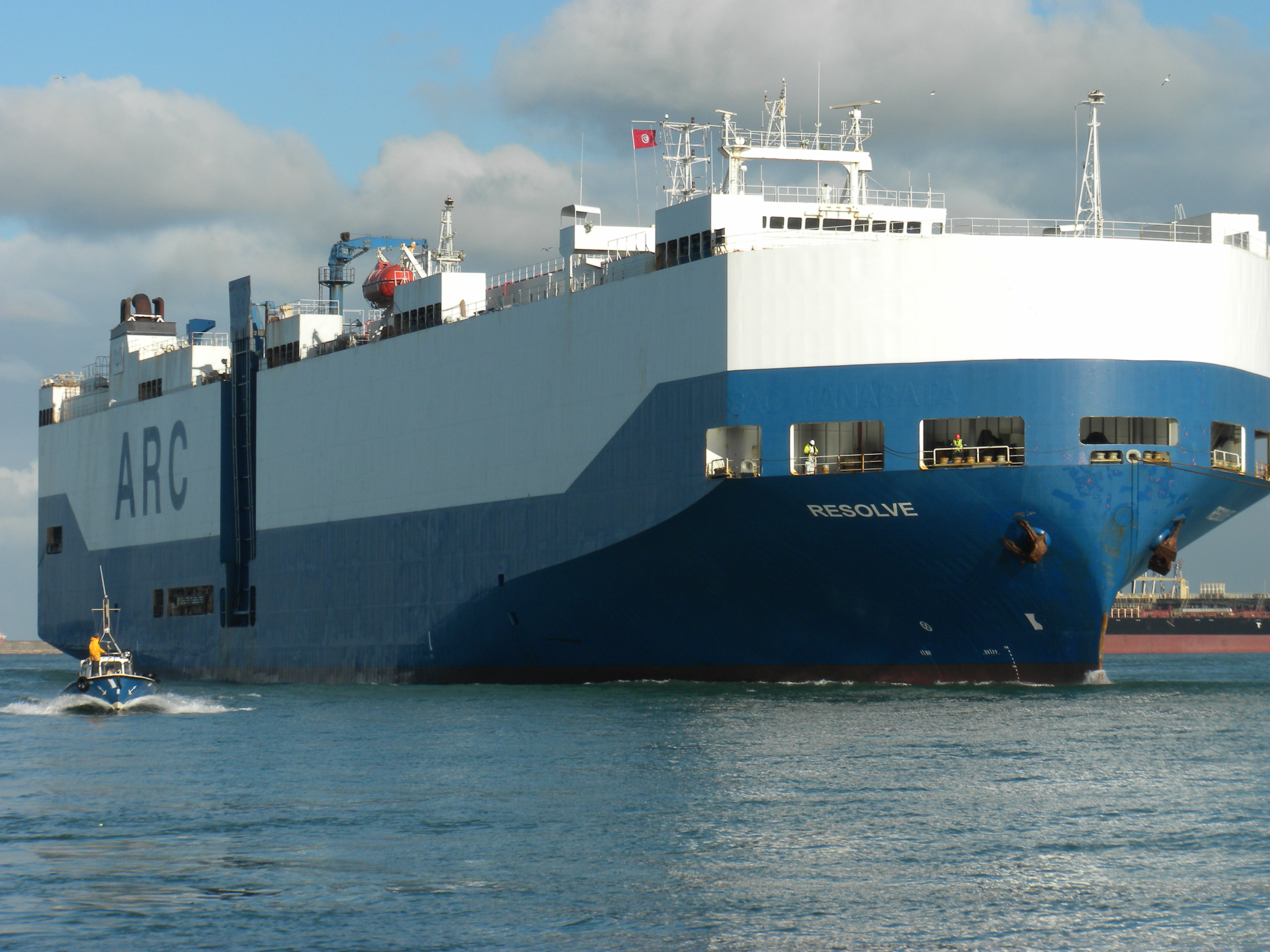
Автомобилевоз Resolve, построенный в 1994 году на верфи в Йокосуке